# 津久井神奈交バス

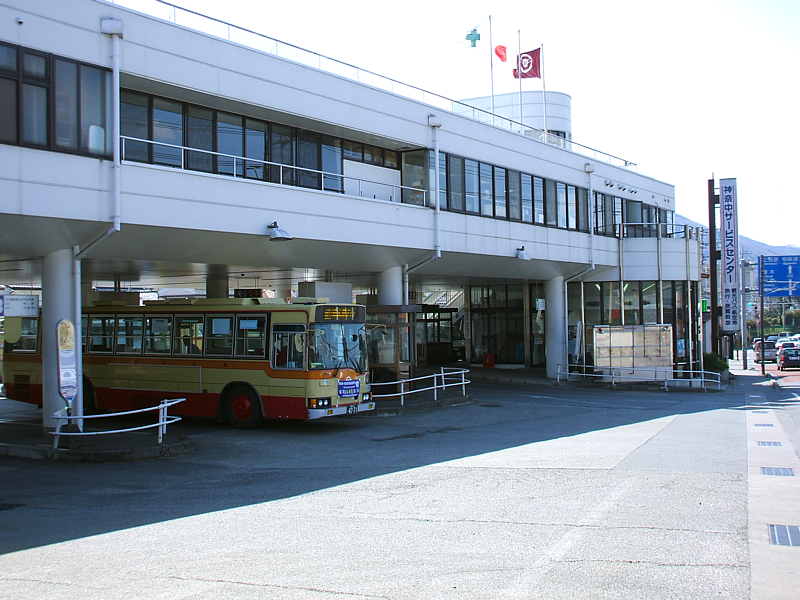
津久井神奈交バス本社・津久井営業所が置かれていた三ケ木バスターミナル

津久井神奈交バス（つくいかなこうバス）は、神奈川県相模原市緑区三ケ木に本社を置き、同市内の旧津久井郡地区を中心に乗合バス事業を行っていたバス事業者である。
神奈川中央交通から分社化された地域子会社である神奈交バスのひとつで、1999年（平成11年）7月2日設立。神奈交バス各社の中では湘南神奈交バスに続き2番目の設立であった。
車体色のコーポレートカラーは深緑、自社車両に表記される営業所記号は「T」であった。最寄り停留所は「三ケ木（みかげ）」（三ケ木バスターミナル、現：神奈川中央交通津久井営業所）。
2017年1月1日、神奈中グループのバス事業再編に伴い、湘南神奈交バスに吸収合併され、湘南神奈交バスが神奈川中央交通西へ社名変更した。

## 概要
神奈川中央交通相模原営業所の所管路線のうち、三ケ木操車所と城山操車所の路線を移管され運行していた。また、神奈川中央交通本体所管路線の運行受託も行っていた。

### 本社・営業所
本社・津久井営業所
- 神奈川県相模原市緑区三ヶ木331

神奈川中央交通相模原営業所三ヶ木操車所内に所在。
同営業所の三ヶ木・城山の両操車所（旧・津久井営業所）を全体管理受託していた。
城山操車所
- 神奈川県相模原市緑区城山3-4-26

## 所管路線
津久井神奈交バスの自社路線は、そのまま神奈川中央交通西の自社路線として移行された。

## 車両
2016年時点で、大型車は三菱ふそう・エアロスターが5台、中型車は三菱ふそう・エアロミディMKが4台（うち2台はワンステップバス神奈交カラー）といすゞ・エルガミオが2台、小型車は日野・ポンチョ（当時は神奈交カラー、現在は神奈中カラーに変更）が3台在籍していた。

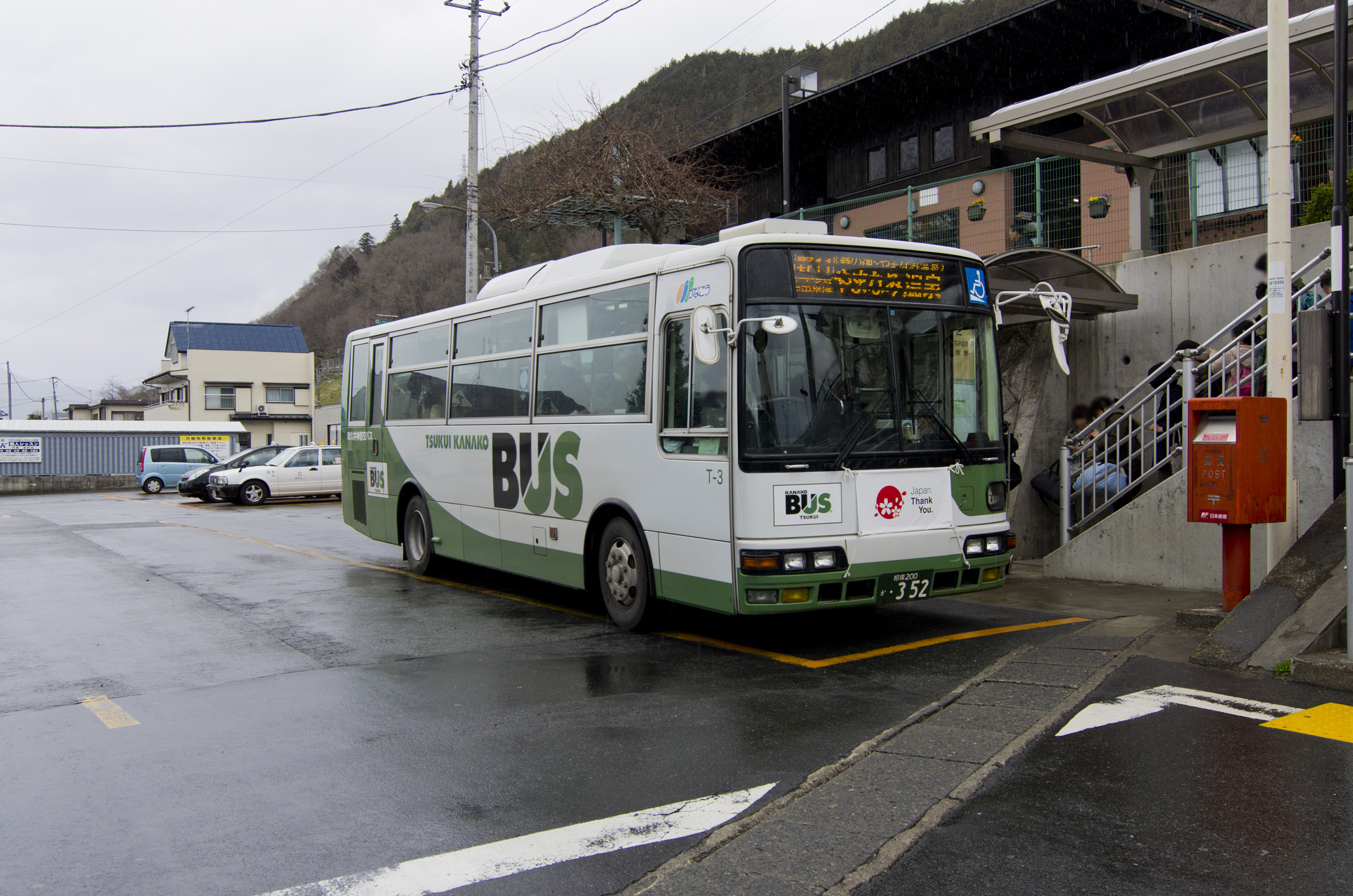
駅前に停車する中型車 野11系統、藤野駅前にて 2012年撮影
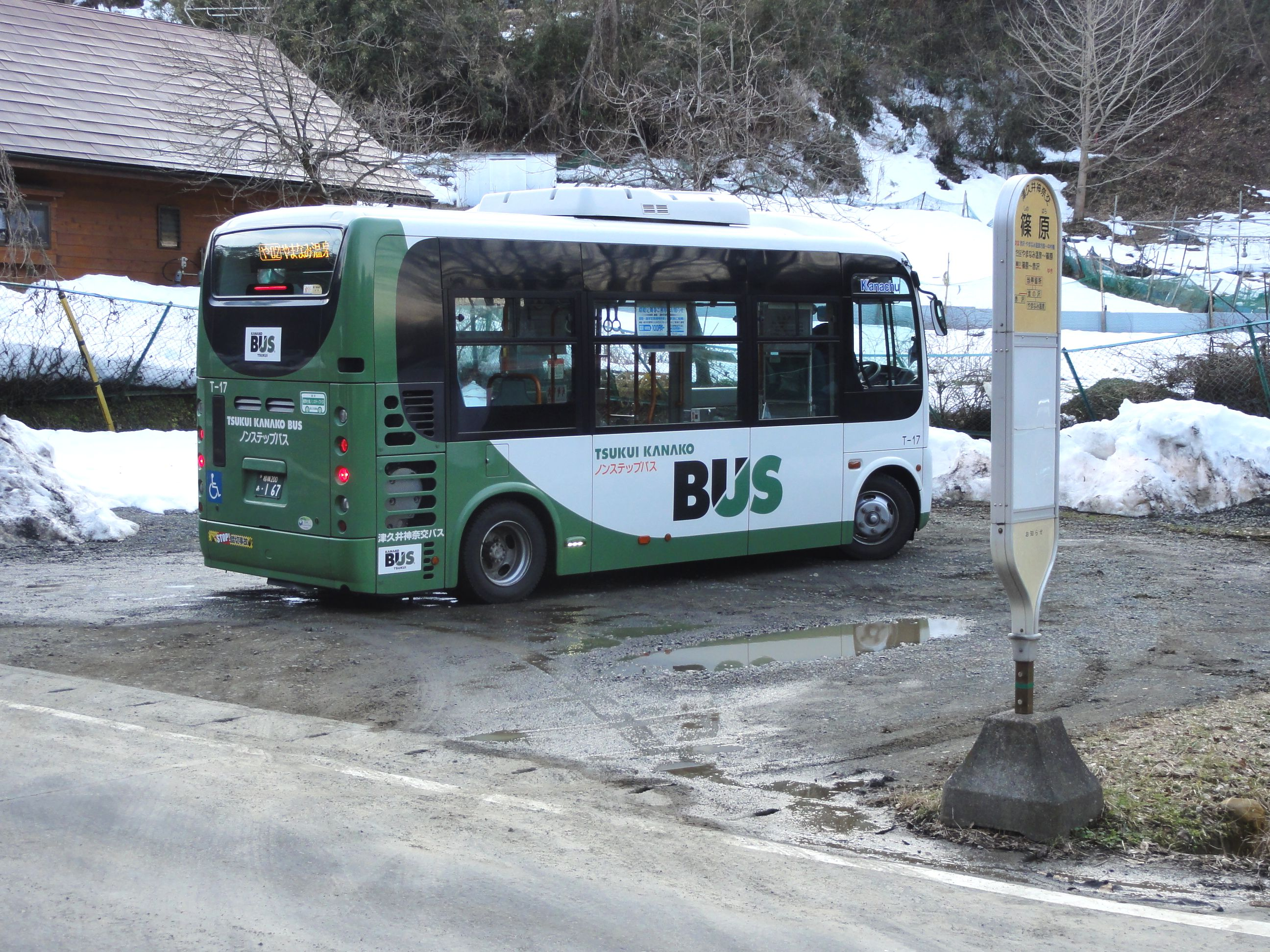
バス停留所に停車する小型車 や02系統、篠原バス停にて 2014年撮影
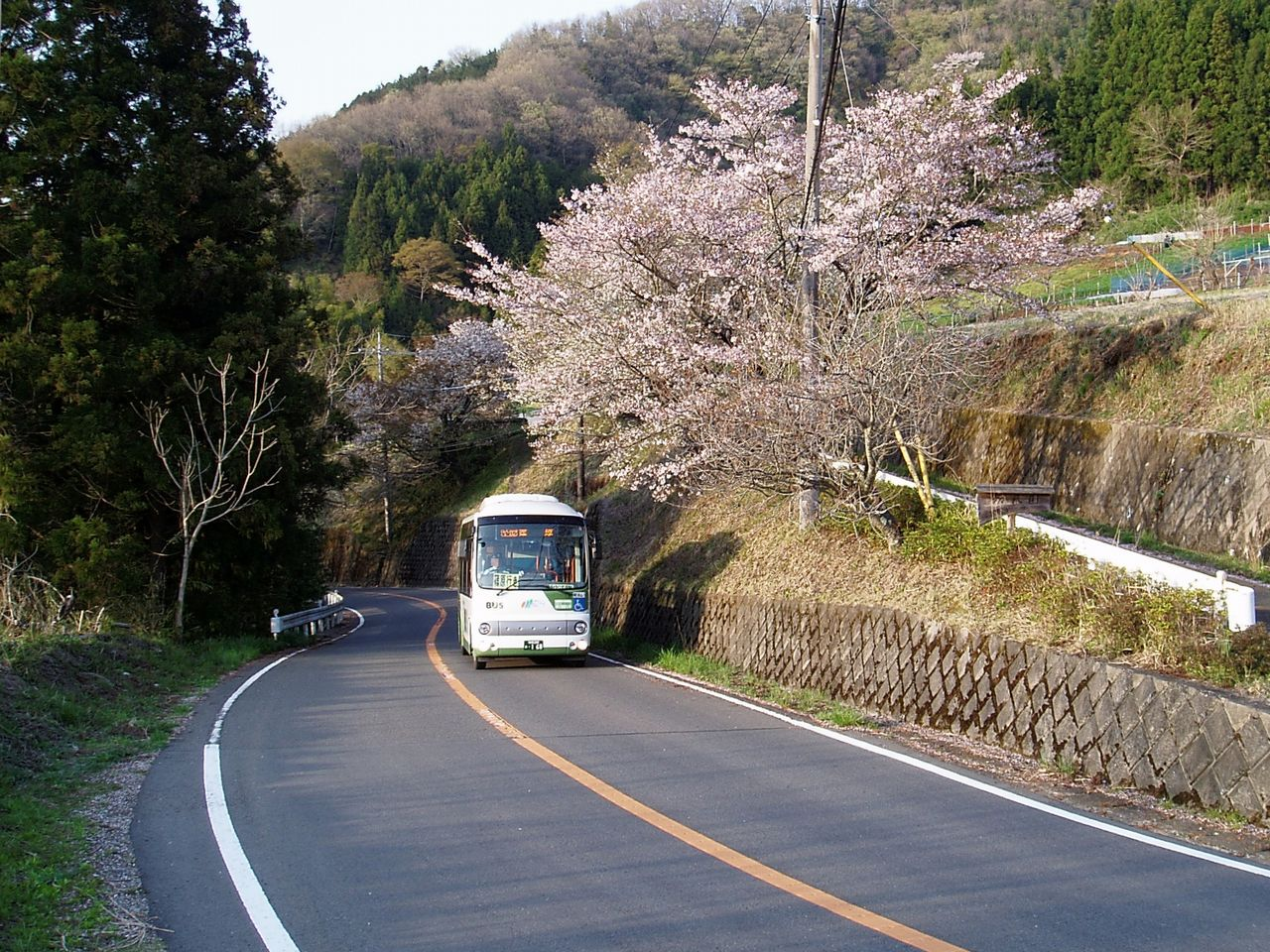
山あいを行く小型車 や02系統、篠原付近にて 2008年撮影